# Tjocknäbbad munia
Tjocknäbbad munia (Lonchura grandis) är en fågel i familjen astrilder inom ordningen tättingar.

## Utseende och läte
Tjocknäbbad munia är en rätt liten fågel, men stor för en munia. Huvudet är svart, liksom undersidan, medan rygg och kroppsidor är rostbruna, övergående i gult på stjärten. Näbben är stor och silverblå. Den skiljs från andra munior på storleken och den mycket kraftigare näbben. Bland lätena förs vassa och metalliska "tink".

## Utbredning och systematik
Tjocknäbbad munia förekommer på Nya Guinea. Den delas in i fyra underarter med följande utbredning:
- Lonchura grandis ernesti – norra Nya Guinea (Ramu och Sepik-dalen till Astrolabe Bay)
- Lonchura grandis destructa – norra Nya Guinea (distriktet Hollandia)
- Lonchura grandis heurni – norra Nya Guinea (regionerna Idenberg och Hollandia)
- Lonchura grandis grandis – sydöstra Nya Guinea (Hall Sound till övre Watutfloden)

Underarten heurni inkluderas ibland i destructa, liksom ernesti i nominatformen.

## Levnadssätt
Tjocknäbbad munia hittas i gräsmarker och träsk. Den ses från låglänta områden upp till medelhöga bergstrakter.

## Status
Arten har ett stort utbredningsområde och beståndet anses stabilt. Internationella naturvårdsunionen IUCN listar den därför som livskraftig (LC).